# Powers (Oregón)
Powers es una ciudad ubicada en el condado de Coos en el estado estadounidense de Oregón. En el año 2000 tenía una población de 734 habitantes y una densidad poblacional de 354.2 personas por km².

## Geografía
Powers se encuentra ubicada en las coordenadas 42°53′0″N 124°4′23″O / 42.88333, -124.07306.

## Demografía
Según la Oficina del Censo en 2000 los ingresos medios por hogar en la localidad eran de $21,615, y los ingresos medios por familia eran $23,750. Los hombres tenían unos ingresos medios de $30,536 frente a los $27,750 para las mujeres. La renta per cápita para la localidad era de $12,544. Alrededor del 23.5% de la población estaban por debajo del umbral de pobreza.